# Guardia de Asalto
De Guardia de Asalto was een door de republiekeinse autoriteiten in februari 1932 gecreëerde Spaanse politiemacht. Het werd militair georganiseerd, en verdeeld in ploegen (van vijfentwintig wachten), deze opereerde in de belangrijkste Spaanse steden. De hoofdfunctie was het behouden van de openbare orde. In tegenstelling tot de andere politie-eenheden van de tijd was vervolging van misdaden niet hun hoofdfunctie. Zij stonden direct onder het bevel van de Minister van het Binnenlandse zaken.